# エリア (メルブ大司教)
エリア（英語:Elia）は、7世紀中期頃にメルブ（現在のトルクメニスタン）で大司教として活動した人物。東方（バクトリア）にいた多数のトルコ人のキリスト教への改宗に成功した。

## メルブのキリスト教
佐伯好郎によると、メルブは334年には既にキリスト教の司教区があったという。

## 概要
680年頃に編纂された"Khuzistan Chronicle"というシリア語の文献によると、エリアは644年頃に大司教として活動した。エリア大司教がメルヴから「辺境の地」へ行った時、あるトルコ人部族長が他の部族長との戦争に出かけようとしているところに出会った。それを知ったエリアは戦争をするのではなくキリスト教の神を信じるように説いたところ、部族長はエリアに「トルコ族の神官とその神の奇跡を競ってみろ」と要求した。部族長がトルコ族の神官を呼び出し、その神官が「天気の魔法（ジャダ石を用いたトルコ・モンゴル族の呪術）」をかけると、空が曇り雷が降った。するとエリアは神の力を用いて空中に十字架の印を出現させ、それまでの天気を一掃した。部族長達はその奇跡を見て、彼に跪いて拝礼した。そこでエリアは彼らを川岸に連れて行き、彼らに洗礼を施し、司祭と助祭を任命してメルヴへ帰った。
このトルコ人部族はメルブの東方にあったバクトリア（トハリスタン、吐火羅国）であると考えられる。バクトリアのトルコ族出身のキリスト教徒には、建中2年（781年）に唐の長安で大秦景教流行中国碑を建立した伊斯（イズドブジッド・ヤズドボジッド）がいる。伊斯はキリスト教徒かつ唐王朝高官であり、その父・ミリスはバクトリアのバルフから来朝した際に既にキリスト教徒であったという。